# Christoph 28
Christoph 28 ist der Funkrufname eines am Klinikum Fulda stationierten Rettungshubschraubers der ADAC Luftrettung.

## Geschichte
Das Luftrettungszentrum wurde am 3. April 1984 am Klinikum Fulda in Betrieb genommen und wird seitdem von der ADAC Luftrettung betreut. Untergebracht war das Luftrettungszentrum bis 2007 in einem Nebengebäude am Klinikum, zusammen mit dem Notarzteinsatzfahrzeug. Zum Einsatz kam eine BO 105 CBS, die am 14. August 2002 durch einen Eurocopter EC135 P1 abgelöst wurde.
2007 erfolgte der Neubau des Luftrettungszentrums direkt am Klinikum Fulda. Der Eurocopter EC 135 P1 mit dem Kennzeichen D-HOEM wurde am 17. Januar 2014 durch einen Eurocopter EC135 P2+ mit dem Kennzeichen D-HXAB abgelöst.

## Rettungszentrum
Vom Klinikum Fulda aus werden derzeit rund 1300 Einsätze pro Jahr in einem Umkreis von ca. 50 km geflogen, das heißt in den Landkreisen Fulda, Hersfeld-Rotenburg, Vogelsberg, Schwalm-Eder, Main-Kinzig, Wartburgkreis, Schmalkalden-Meiningen, Rhön-Grabfeld, Bad Kissingen, Wetteraukreis sowie in der Stadt Fulda. 2013 flog der Hubschrauber den 30.000. Einsatz. Das Team besteht aus drei Piloten, Notfallsanitätern des DRK-Kreisverbandes Fulda sowie Ärzten des Klinikums Fulda.

## Einsatzstatistik
| Jahr     | 1984  | 1985  | 1986  | 1987  | 1988  | 1989  | 1990  | 1991  | 1992  | 1993  | 1994  | 1995  | 1996 | 1997 | 1998  | 1999  | 2000  | 2001  | 2002  | 2003  | 2004  | 2005  | 2006  | 2007  | 2008  | 2009  |
| Einsätze | 438   | 679   | 640   | 676   | 667   | 801   | 885   | 951   | 972   | 907   | 842   | 875   | 873  | 938  | 1.030 | 1.086 | 1.075 | 1.051 | 1.224 | 1.196 | 1.199 | 1.116 | 1.120 | 1.196 | 1.165 | 1.271 |
| Jahr     | 2010  | 2011  | 2012  | 2013  | 2014  | 2015  | 2016  | 2017  | 2018  | 2019  | 2020  | 2021  |      |      |       |       |       |       |       |       |       |       |       |       |       |       |
| Einsätze | 1.195 | 1.302 | 1.349 | 1.371 | 1.322 | 1.337 | 1.330 | 1.196 | 1.305 | 1.266 | 1.250 | 1.258 |      |      |       |       |       |       |       |       |       |       |       |       |       |       |

## Sonstiges
Der Name Christoph 28 geht auf den heiligen Christophorus zurück, den Schutzpatron der Autofahrer. Nach ihm tragen alle deutschen Rettungshubschrauber den BOS-Funk-Rufnamen Christoph, gefolgt von einer Nummer bei Rettungshubschraubern und einer Bezeichnung zum Standort bei Intensivtransporthubschraubern.